# کراسنستاو
کراسنستاو (به لهستانی:  Krasnystaw) یک منطقهٔ مسکونی در لهستان است که در شهرستان کراسنستاف واقع شده‌است. کراسنستاو ۲۳٫۰۷ کیلومتر مربع مساحت و ۱۹٬۴۳۴ نفر جمعیت دارد.

## خواهرخوانده
شهر شهر الوستا خواهرخواندهٔ کراسنستاو هست.